# Stora Konnsjön
Stora Konnsjön är en sjö i Avesta kommun i Dalarna och ingår i Dalälvens huvudavrinningsområde. Sjön har en area på 0,507 kvadratkilometer och ligger 149,1 meter över havet. Sjön avvattnas av vattendraget Årängsån (Vallaån).

## Delavrinningsområde
Stora Konnsjön ingår i det delavrinningsområde (668995-152962) som SMHI kallar för Utloppet av Stora Konnsjön. Medelhöjden är 165 meter över havet och ytan är 4,21 kvadratkilometer. Det finns inga avrinningsområden uppströms utan avrinningsområdet är högsta punkten. Årängsån (Vallaån) som avvattnar avrinningsområdet har biflödesordning 2, vilket innebär att vattnet flödar genom totalt 2 vattendrag innan det når havet efter 129 kilometer. Avrinningsområdet består mestadels av skog (79 procent). Avrinningsområdet har 0,55 kvadratkilometer vattenytor vilket ger det en sjöprocent på 13,1 procent.